# Trdnjava sv. Ivan, Dubrovnik
Trdnjava sv. Ivan je obrambna trdnjava mestnega pristanišča Dubrovnik.
Trdnjava sv. Ivan, pogosto jo imenujejo tudi stolp Mulo ( pomol ), je komplicirano in monumentalno poslopje na jugovzhodni strani starega mestnega pristanišča, ki zaradi svojega dominantnega položaja v celoti nadzoruje vhod v pristanišče. Prvotna utrdba je bila zgrajena v sredini 14. stoletja. V 15. in 16. stoletju pa je bila izvedena cela vrsta gradbenih sprememb, prezidav in dozidav. Današnja podoba izvira iz 16. stoletja in je v glavnem delo dubrovniškega gradbenika Paskoja Miličevića. To veliko poslopje, ki je zaradi svoje obrambne pomembnosti imelo veliko strelnih lin za topniško orožje, je danes kulturni spomenik, v katerem se nahaja pomorski muzej, kjer hranijo predmete, slike in dokumente, ki se nanašajo na dejavnost Dubrovnika skozi stoletja. V pritličju trdnjave pa se nahaja morski akvarij.